# Combat de Ténenkou (5 mai 2015)
Pour les articles homonymes, voir Combat de Ténenkou.
Guerre du Mali
Batailles
Le combat de Ténenkou du 5 mai 2015 a lieu lors de la guerre du Mali. Il oppose l'armée malienne aux rebelles de la CMA qui mènent une attaque contre la petite ville de Ténenkou.

## Déroulement
Le matin du 5 mai 2015, en représailles à la prise de Ménaka par les loyalistes, les rebelles lancent une quatrième attaque contre des positions de l'armée malienne, cette fois-ci contre la ville de Ténenkou. La Coordination des mouvements de l'Azawad (CMA) revendique l'offensive dans un bref communiqué en invoquant la « légitime défense »,,,.
L'assaut des rebelles commence vers cinq heures du matin, au nord de la ville, et les affrontements durent jusqu'en milieu de journée. Vers 15 heures, les assaillants sont repoussés par les militaires maliens. Dans la soirée, le gouvernement malien affirme que le bilan est de dix tués et plusieurs blessés du côté des « bandits armés » et que les pertes des militaires sont d'un mort et trois blessés. Les assaillants laissent également derrière eux des armes et au moins deux véhicules,,,.